# نوار ابرویی

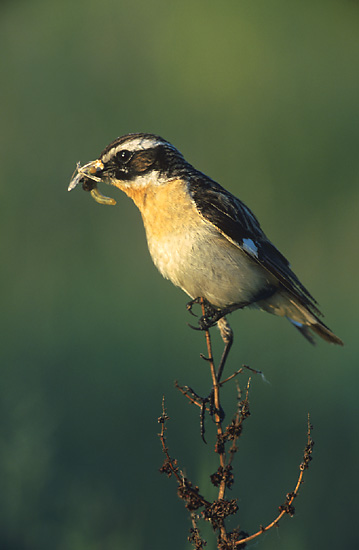
whinchat دارای یک سوپرسیلیوم سفید برجسته است.

نوار ابرویی (به انگلیسی: Supercilium)، یک ویژگی از پوشش پر است که در سر برخی از گونه‌های پرندگان دیده می‌شود. این نواری است که از پایه نوک پرنده و بالای چشمش کشیده شده و در جایی به سمت پشت سر پرنده تمام می‌شود. همچنین به عنوان «ابرو» شناخته می‌شود، از خط چشمی متمایز است، که خطی است که در سراسر خط چشم تا نوک می‌گذرد و تا پشت چشم ادامه می‌یابد. جایی که یک نوار تنها در بالای چشم تا نوک وجود دارد و پشت چشم ادامه نمی‌یابد، به آن نوار بالای چشم تا نوک یا به سادگی سوپرالورال می‌گویند. در بیشتر گونه‌هایی که نوار ابرویی را نشان می‌دهند، رنگ پریده‌تر از بخش‌های کنار پر دارد.
رنگ، شکل یا دیگر ویژگی‌های نوارابرویی می‌تواند در شناسایی پرنده مفید باشد. به عنوان مثال، نوار ابرویی سسک تیره، یکی از گونه‌های سسکان جهان قدیم، می‌تواند برای متمایز کردن آن از سسک‌ها بسیار مشابه سسک راد به کار رود. نوار ابرویی در سسک تیره به شدت مشخص است، در جلوی چشم مایل به سفید و باریک است، به سمت عقب پهن‌تر و پرپشت‌تر می‌شود، در حالی که نوار ابرویی سسک راد به‌طور پراکنده، زرد و پهن در جلوی چشم است، ولی به سمت عقب باریک‌تر و سفیدتر می‌شود. نوار ابرویی در آب‌توکای شمالی، یک چرخ‌ریسک‌نمای جهان جدید، به طرز ماهرانه‌ای با آب‌توکای لوئیزیانا که نزدیک به هم مرتبط هستند (و دارای پرهای مشابه) متفاوت است. لوئیزیانا دارای یک نوار ابرویی دورنگ است که به‌طور قابل توجهی در پشت چشم پهن می‌شود، در حالی که نوار ابرویی در شمالی دارای یک ابروی یکنواخت پف‌کرده‌است که یا در سرتاسر چشم یکسان است یا در پشت چشم کمی باریک‌تر است.
یک نوار ابرویی شکافته در بالای چشم تا نوک تقسیم می‌شود. در برخی گونه‌ها، مانند پاشلک کوچک، نوارهای تقسیم شده دوباره پشت چشم به هم متصل می‌شوند. در موارد دیگر، مانند تلیله نوک‌پهن، نوارهای تقسیم شده جدا باقی می‌مانند.
خال بناگوش (خال نوار ابرویی) یک ویژگی است که در برخی از پیپت‌ها دیده می‌شود. این یک لکه رنگ‌پریده در پشت گوش‌پرها است که اگرچه با خط چشم از نوار ابرویی جدا شده‌است، اما می‌تواند در برخی زاویه‌ها ادامه نوار ابرویی رو به پایین به نظر برسد.

## نگارخانه

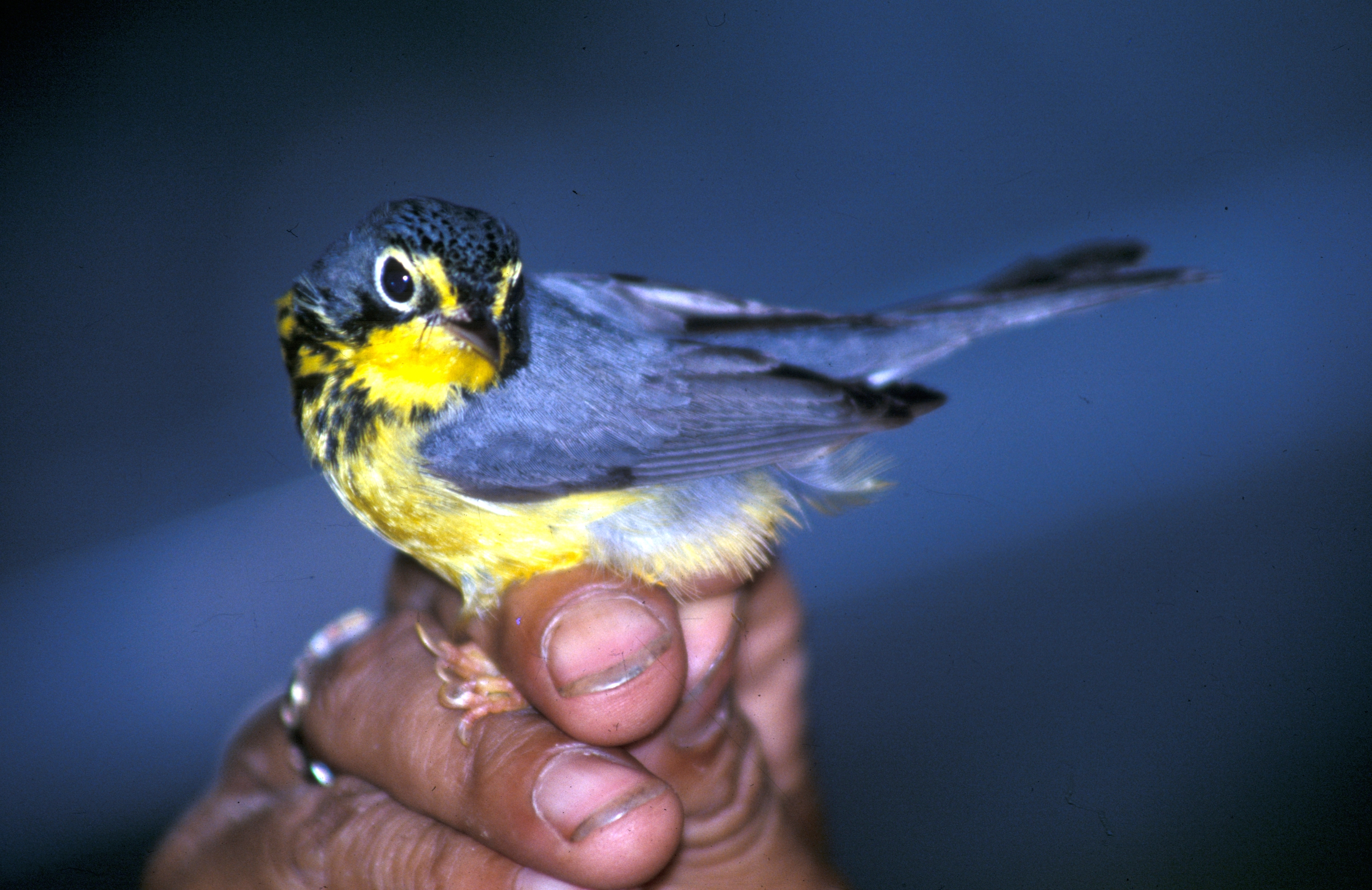
سسک کانادایی سوپرالورال زرد را نشان می‌دهد.
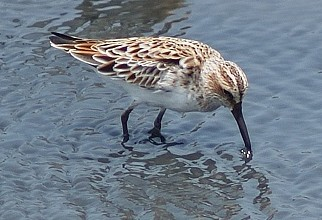
تلیله نوک‌پهن  دارای نوار ابرویی تقسیم‌شده‌است.
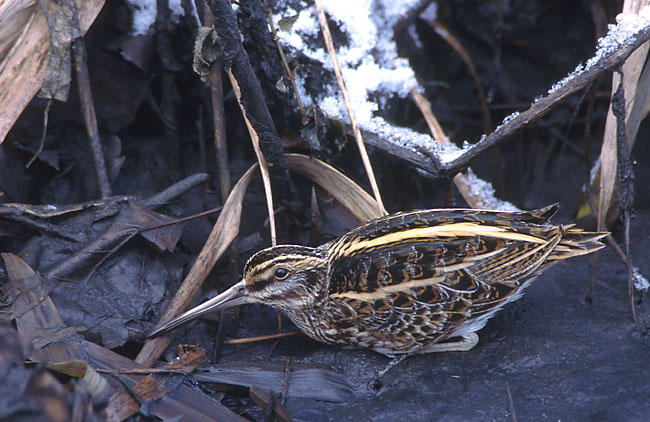
...همانند پاشلک کوچک ...
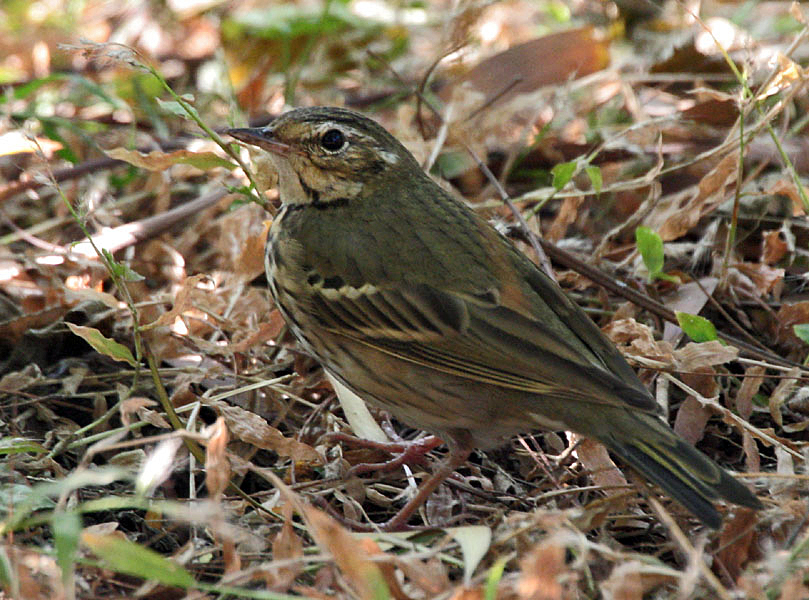
پیپت پشت‌زیتونی دارای یک خال بناگوش است.